# Coppa Europa di bob 2016
La Coppa Europa di bob 2016, ufficialmente denominata IBSF Bobsleigh Europe Cup 2015/16, è stata l'edizione 2015-2016 del circuito continentale europeo del bob, manifestazione organizzata annualmente dalla Federazione Internazionale di Bob e Skeleton; è iniziata il 27 novembre 2015 a Winterberg, in Germania, e si è conclusa il 30 gennaio 2016 a Sankt Moritz, in Svizzera. Vennero disputate ventiquattro gare: sedici per gli uomini e otto per le donne in sei differenti località.
Vincitori dei trofei, conferiti ai piloti classificatisi per primi nel circuito, sono stati la russo Aleksandra Rodionova nel bob a due femminile e il tedesco Johannes Lochner in entrambe le specialità maschili e nella combinata.

## Calendario
| Località             | Date                | Donne     | Uomini    | Uomini        |
| Località             | Date                | Bob a due | Bob a due | Bob a quattro |
| -------------------- | ------------------- | --------- | --------- | ------------- |
| Winterberg           | 27–29 novembre 2015 | ●●        | ●●        | ●●            |
| Altenberg            | 4–5 dicembre 2015   | ●         | ●         | ●             |
| Sigulda              | 19–20 dicembre 2015 | ●●        | ●●        |               |
| Schönau am Königssee | 8–10 gennaio 2016   | ●         | ●         | ●●            |
| Innsbruck            | 14–17 gennaio 2016  | ●         | ●         | ●●            |
| Sankt Moritz         | 27–30 gennaio 2016  | ●         | ●         | ●             |
| Totale               | Totale              | 8         | 8         | 8             |

## Risultati

### Donne
| Data             | Località             | Specialità | Prime classificate                               | Seconde classificate                                                                   | Terze classificate                               |
| ---------------- | -------------------- | ---------- | ------------------------------------------------ | -------------------------------------------------------------------------------------- | ------------------------------------------------ |
| 27 novembre 2015 | Winterberg           | A due      | Sabrina Djulevic Lisa Sophie Gericke Germania    | Kim Kalicki Ann-Christin Strack Germania                                               | Mariama Jamanka Anne Lobenstein Germania         |
| 28 novembre 2015 | Winterberg           | A due      | Mariama Jamanka Anne Lobenstein Germania         | Aleksandra Rodionova Nadežda Paleeva Russia                                            | Stephanie Schneider Lisa Marie Buckwitz Germania |
| 4 dicembre 2015  | Altenberg            | A due      | Aleksandra Rodionova Julija Šokšueva Russia      | Stephanie Schneider Lisa Marie Buckwitz Germania                                       | Mariama Jamanka Anne Lobenstein Germania         |
| 19 dicembre 2015 | Sigulda              | A due      | Aleksandra Rodionova Julija Šokšueva Russia      | Nadežda Sergeeva Nadežda Viderker Russia                                               | Elizaveta Zubkova Julija Belomestnych Russia     |
| 20 dicembre 2015 | Sigulda              | A due      | Aleksandra Rodionova Julija Šokšueva Russia      | Nadežda Sergeeva Nadežda Viderker Russia                                               | Elizaveta Zubkova Julija Belomestnych Russia     |
| 8 gennaio 2016   | Schönau am Königssee | A due      | Stephanie Schneider Lisa Marie Buckwitz Germania | Aleksandra Rodionova Julija Šokšueva Russia                                            | Nadežda Sergeeva Nadežda Viderker Russia         |
| 14 gennaio 2016  | Innsbruck            | A due      | Elana Meyers-Taylor Kehri Jones Stati Uniti      | Stephanie Schneider Lisa Marie Buckwitz Germania                                       | Aleksandra Rodionova Julija Šokšueva Russia      |
| 29 gennaio 2016  | Sankt Moritz         | A due      | Elana Meyers-Taylor Kehri Jones Stati Uniti      | Aleksandra Rodionova Julija Šokšueva Russia e Nadežda Sergeeva Nadežda Viderker Russia | non assegnato                                    |

### Uomini
| Data             | Località             | Specialità | Primi classificati                                                          | Secondi classificati                                                      | Terzi classificati                                                        |
| ---------------- | -------------------- | ---------- | --------------------------------------------------------------------------- | ------------------------------------------------------------------------- | ------------------------------------------------------------------------- |
| 27 novembre 2015 | Winterberg           | A due      | Johannes Lochner Gregor Bermbach Germania                                   | Christoph Hafer Michael Salzer Germania                                   | Nikita Zacharov Maksim Belugin Russia                                     |
| 28 novembre 2015 | Winterberg           | A due      | Johannes Lochner Joshua Bluhm Germania                                      | Christoph Hafer Marc Rademacher Germania                                  | Rudy Rinaldi Boris Vain Monaco                                            |
| 28 novembre 2015 | Winterberg           | A quattro  | Johannes Lochner Tino Paasche Gregor Bermbach Christian Rasp Germania       | Nikita Zacharov Pëtr Moiseev Maksim Belugin Andrej Kazancev Russia        | Christoph Hafer Michael Salzer Marc Rademacher Christian Hammers Germania |
| 29 novembre 2015 | Winterberg           | A quattro  | Johannes Lochner Joshua Bluhm Gregor Bermbach Christian Rasp Germania       | John James Jackson Bradley Hall Bruce Tasker Ben Simons Regno Unito       | Florian Wagner Felix Krieg Michael Schüssler Filip Nikolic Germania       |
| 4 dicembre 2015  | Altenberg            | A due      | Johannes Lochner Sebastian Mrowka Germania                                  | Maksim Andrianov Maksim Belugin Russia                                    | Christoph Hafer Marc Rademacher Germania                                  |
| 5 dicembre 2015  | Altenberg            | A quattro  | Johannes Lochner Gregor Bermbach Sebastian Mrowka Christian Rasp Germania   | Christoph Hafer Michael Salzer Marc Rademacher Christian Hammers Germania | Florian Wagner Felix Krieg Michael Schüssler Markus Reichle Germania      |
| 19 dicembre 2015 | Sigulda              | A due      | Uģis Žaļims Intars Dambis Lettonia                                          | Oskars Ķibermanis Daumants Dreiškens Lettonia                             | Oskars Melbārdis Matīss Miknis Lettonia                                   |
| 20 dicembre 2015 | Sigulda              | A due      | Oskars Melbārdis Jānis Strenga Lettonia                                     | Oskars Ķibermanis Vairis Leiboms Lettonia                                 | Uģis Žaļims Jānis Jansons Lettonia                                        |
| 8 gennaio 2016   | Schönau am Königssee | A due      | Johannes Lochner Matthias Kagerhuber Germania                               | Beat Hefti Alex Baumann Svizzera                                          | Mateusz Luty Grzegorz Kossakowski Polonia                                 |
| 9 gennaio 2016   | Schönau am Königssee | A quattro  | Johannes Lochner Joshua Bluhm Matthias Sommer Sebastian Mrowka Germania     | Christoph Hafer Markus Reichle Marc Rademacher Christian Hammers Germania | Florian Wagner Felix Krieg Michael Schüssler Philipp Wobeto Germania      |
| 10 gennaio 2016  | Schönau am Königssee | A quattro  | Johannes Lochner Joshua Bluhm Matthias Kagerhuber Sebastian Mrowka Germania | Florian Wagner Paul Krenz Michael Schüssler Philipp Wobeto Germania       | Christoph Hafer Markus Reichle Marc Rademacher Christian Hammers Germania |
| 14 gennaio 2016  | Innsbruck            | A due      | Johannes Lochner Joshua Bluhm Germania                                      | Beat Hefti Alex Baumann Svizzera                                          | Christoph Hafer Marc Rademacher Germania                                  |
| 16 gennaio 2016  | Innsbruck            | A quattro  | Johannes Lochner Matthias Sommer Sebastian Mrowka Chris Gleichmann Germania | Benjamin Maier Marco Rangl Markus Sammer Dănuț Ion Moldovan Austria       | Loïc Costerg Vincent Castell Yannis Pujar Jérémie Boutherin Francia       |
| 17 gennaio 2016  | Innsbruck            | A quattro  | Johannes Lochner Matthias Sommer Sebastian Mrowka Chris Gleichmann Germania | Benjamin Maier Marco Rangl Angel Somov Dănuț Ion Moldovan Austria         | Loïc Costerg Vincent Castell Yannis Pujar Jérémie Boutherin Francia       |
| 27 gennaio 2016  | Sankt Moritz         | A due      | Beat Hefti Alex Baumann Svizzera                                            | Maksim Andrianov Il'ja Malych Russia                                      | Johannes Lochner Matthias Kagerhuber Germania                             |
| 30 gennaio 2016  | Sankt Moritz         | A quattro  | Benjamin Maier Stefan Laussegger Markus Sammer Dănuț Ion Moldovan Austria   | Lukas Kolb Markus Glück Markus Treichl Franz Esterhammer Austria          | John James Jackson Bruce Tasker Ben Simons Judah Simpson Regno Unito      |

## Classifiche

### Bob a due donne
| Pos. | Nome pilota          | Nazione     | WIN-1 | WIN-2 | ALT | SIG-1 | SIG-2 | KÖN | INN | STM | Punti |
| ---- | -------------------- | ----------- | ----- | ----- | --- | ----- | ----- | --- | --- | --- | ----- |
| 1    | Aleksandra Rodionova | Russia      | -     | 2     | 1   | 1     | 1     | 2   | 3   | 2   | 652   |
| 2    | Stephanie Schneider  | Germania    | 6     | 3     | 2   | -     | -     | 1   | 2   | 7   | 614   |
| 3    | Sabrina Duljevic     | Germania    | 1     | -     | 4   | -     | -     | 11  | 4   | 5   | 472   |
| 4    | Nadežda Sergeeva     | Russia      | -     | -     | 6   | 2     | 2     | 3   | 6   | 2   | 464   |
| 5    | Mica McNeill         | Regno Unito | -     | 6     | 7   | -     | -     | 4   | 5   | 4   | 456   |
| 6    | Kim Kalicki          | Germania    | 2     | 5     | -   | -     | -     | 6   | 9   | 10  | 438   |
| 7    | Lien De Decker       | Belgio      | 8     | 10    | 8   | 4     | 4     | 8   | 15  | -   | 404   |
| 8    | Maria Oshigiri       | Giappone    | 7     | 11    | 10  | -     | -     | 12  | 13  | 16  | 396   |
| 9    | Elizaveta Zubkova    | Russia      | 5     | 9     | -   | 3     | 3     | 10  | 14  | -   | 352   |
| 10   | Mariama Jamanka      | Germania    | 3     | 1     | 3   | -     | -     | -   | -   | -   | 324   |

### Bob a due uomini
| Pos. | Nome pilota       | Nazione     | WIN-1 | WIN-2 | ALT | SIG-1 | SIG-2 | KÖN | INN | STM | Punti |
| ---- | ----------------- | ----------- | ----- | ----- | --- | ----- | ----- | --- | --- | --- | ----- |
| 1    | Johannes Lochner  | Germania    | 1     | 1     | 1   | -     | -     | 1   | 1   | 3   | 702   |
| 2    | Maksim Andrianov  | Russia      | -     | -     | 2   | 2     | 4     | 4   | 5   | 2   | 614   |
| 3    | Christoph Hafer   | Germania    | 2     | 2     | 3   | -     | -     | 5   | 3   | 4   | 612   |
| 4    | Richard Oelsner   | Germania    | 4     | 5     | 4   | -     | -     | 6   | 6   | 10  | 532   |
| 5    | Aleksej Negodajlo | Russia      | 13    | 10    | 18  | 8     | 6     | DNF | 13  | 9   | 476   |
| 6    | Clemens Bracher   | Svizzera    | 5     | 8     | 6   | -     | -     | 8   | 10  | 13  | 472   |
| 7    | Dmitrij Popov     | Russia      | 37    | 13    | 7   | 5     | 5     | 14  | 14  | 26  | 458   |
| 8    | Bruce Tasker      | Regno Unito | 8     | 23    | 9   | -     | -     | 11  | 11  | 6   | 405   |
| 9    | Beat Hefti        | Svizzera    | -     | -     | -   | -     | -     | 2   | 2   | 1   | 340   |
| 10   | Pius Meyerhans    | Svizzera    | 8     | 6     | -   | 7     | 8     | -   | -   | -   | 332   |

### Bob a quattro uomini
| Pos. | Nome pilota         | Nazione   | WIN-1 | WIN-2 | ALT | KÖN-1 | KÖN-2 | INN-1 | INN-2 | STM | Punti |
| ---- | ------------------- | --------- | ----- | ----- | --- | ----- | ----- | ----- | ----- | --- | ----- |
| 1    | Johannes Lochner    | Germania  | 1     | 1     | 1   | 1     | 1     | 1     | 1     | 4   | 936   |
| 2    | Florian Wagner      | Germania  | 9     | 3     | 3   | 3     | 2     | 5     | 4     | 4   | 776   |
| 3    | Christoph Hafer     | Germania  | 3     | 6     | 2   | 2     | 3     | 4     | 11    | 10  | 748   |
| 4    | Dmitrij Popov       | Russia    | 8     | 7     | -   | 6     | 7     | 6     | 6     | 13  | 572   |
| 5    | Maksim Andrianov    | Russia    | -     | -     | 5   | 4     | 4     | 7     | 5     | 7   | 544   |
| 6    | Patrick Baumgartner | Italia    | 13    | 12    | 7   | 7     | 6     | 23    | 17    | 20  | 483   |
| 7    | Lukas Kolb          | Austria   | 15    | 14    | -   | 16    | 9     | 12    | 13    | 2   | 466   |
| 8    | Clemens Bracher     | Svizzera  | 6     | 18    | -   | 11    | 11    | 8     | 9     | 18  | 460   |
| 9    | Richard Oelsner     | Germania  | -     | 4     | 4   | -     | 5     | 9     | -     | 12  | 424   |
| 10   | Dominik Dvořák      | Rep. Ceca | 18    | 17    | 8   | 20    | 19    | 19    | 8     | 11  | 420   |

### Combinata uomini
| Pos. | Nome pilota       | Nazione   | Punti |
| ---- | ----------------- | --------- | ----- |
| 1    | Johannes Lochner  | Germania  | 1638  |
| 2    | Christoph Hafer   | Germania  | 1360  |
| 3    | Maksim Andrianov  | Russia    | 1158  |
| 4    | Dmitrij Popov     | Russia    | 1030  |
| 5    | Richard Oelsner   | Germania  | 956   |
| 6    | Clemens Bracher   | Svizzera  | 932   |
| 7    | Florian Wagner    | Germania  | 852   |
| 8    | Dominik Dvořák    | Rep. Ceca | 705   |
| 9    | Martin Suter      | Svizzera  | 693   |
| 10   | Aleksej Negodajlo | Russia    | 684   |